# Xã Newfield, Michigan
Xã Newfield (tiếng Anh: Newfield Township) là một xã thuộc quận Oceana, tiểu bang Michigan, Hoa Kỳ. Năm 2010, dân số của xã này là 2.401 người.